# Christina Nilsson
Christina Nilsson, nata Kristina Törnerhjelm, e nota anche come Christine Nilsson de Casa Miranda, (Sjöabol, 20 agosto 1843 – Stoccolma, 20 novembre 1921), è stata un soprano svedese.

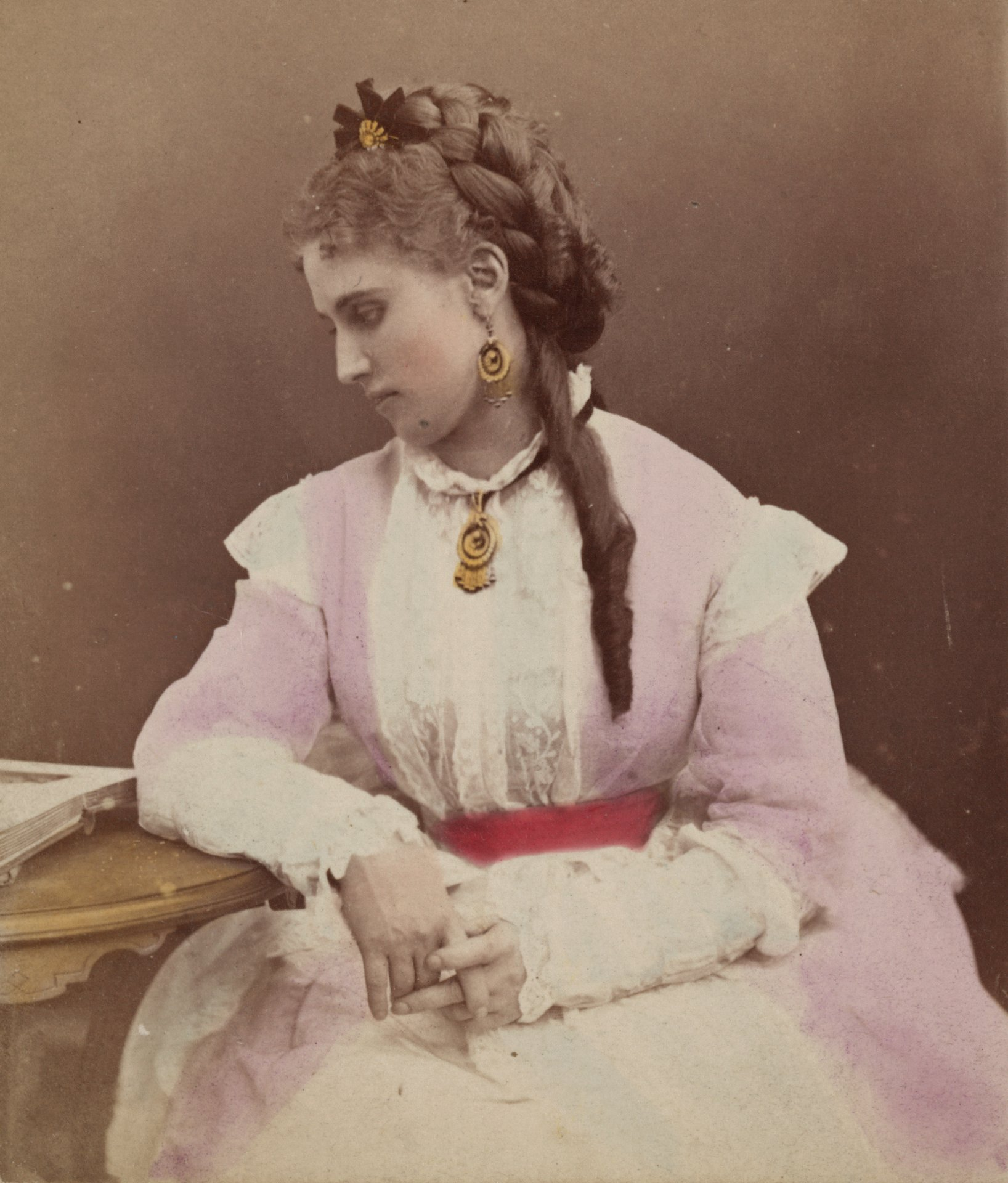
Christina Nilsson, circa 1874

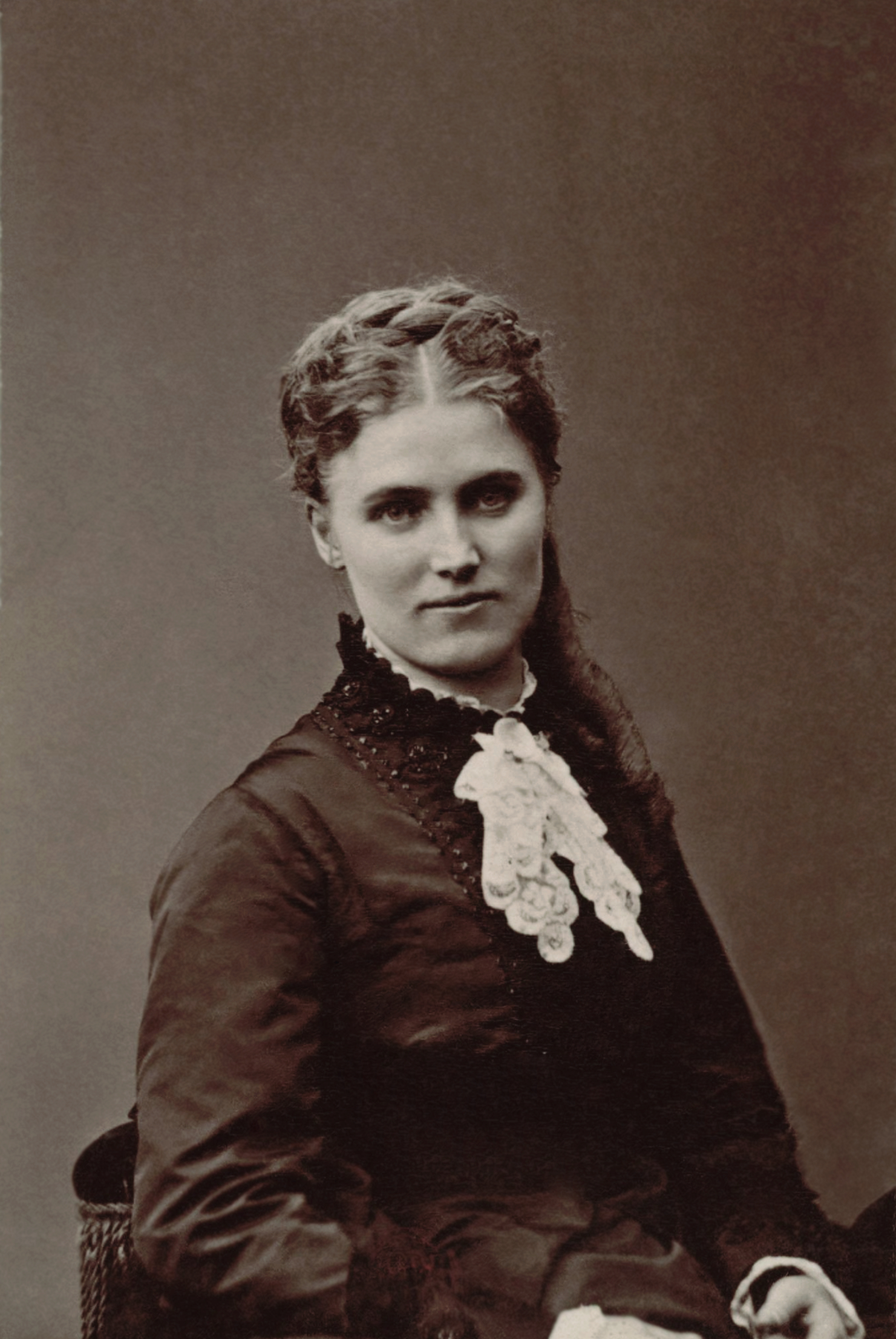
Christine Nilsson ritratta nel 1870 dal fotografo Nadar

Dotata di brillante tecnica belcantistica, fu considerata dai contemporanei la rivale di Adelina Patti, incontestata diva dell'epoca vittoriana. Divenne membro dell'Accademia reale svedese di musica nel 1869.

## Biografia
Kristina 'Jonasdotter' (figlia di Jonas) Törnerhjelm nacque nel villaggio di Sjöabol, vicino Växjö, nella provincia di Småland, dal contadino Jonas Nilsson e da Cajsa-Stina Månsdotter.
A quattordici anni, mentre suonava il violino al mercato di Ljungby, attrasse l'attenzione di un alto funzionario statale, che decise di aiutarla a studiare. A Stoccolma divenne perciò allieva del compositore e violinista Franz Berwald per due anni; successivamente studiò con il tenore Pierre François Wartel e poi con il baritono italiano Enrico Delle Sedie.
Nel 1860 diede concerti a Stoccolma e Uppsala. Dopo quattro anni di studio a Parigi, l'8 giugno 1864 debuttò nel ruolo di Violetta ne La traviata di Giuseppe Verdi al Teatro di Sua Maestà di Londra, interpretando anche il 15 giugno la parte di Margherita nel Faust di Gounod.
Dopo il successo ottenuto nella capitale inglese, il 27 ottobre successivo cantò lo stesso ruolo verdiano al Théâtre Lyrique di Parigi, dove cantò sino al 1867.
Benché per contratto dovesse cantare in prima esecuzione La Jolie fille de Perth di Bizet al Théâtre Lyrique, si trasferì invece all'Opéra e cantò Ophelia per la prima rappresentazione dell'Amleto di Thomas (1868) e Marguerite nella prima esecuzione del Faust all'Opéra (1869).
Cantò nei maggiori teatri del mondo, dal Covent Garden, dove debuttò nel 1869, al Metropolitan Opera House di New York. Viaggiò molto, visitando San Pietroburgo e Mosca diverse volte tra il 1872 e il 1875; debuttò a Bruxelles il 3 aprile 1875, cantando Ophelia al Théâtre de la Monnaie. Nel 1877 cantò a Vienna e nel 1878 al Teatro di Corte di Monaco di Baviera.
Tornando a New York nel 1883 per la stagione di apertura del Metropolitan Opera House, Christina Nilsson cantò Marguerite nella performance inaugurale di Faust (22 ottobre) e il ruolo della protagonista nella prima esecuzione locale de La Gioconda di Ponchielli (20 dicembre), e poco dopo si ritirò dalle scene.
La sua voce, anche se non dotata di grande volume, aveva un timbro puro e brillante, ed era eccezionalmente flessibile, raggiungendo in alto due ottave e mezzo sopra al Mi acuto. Ophelia, Marguerite e Mignon erano probabilmente i ruoli a lei più congeniali, mentre un aspetto attraente e una gradevole personalità sulla scena erano doti che le permettevano di eccellere in parti come quelle di Violetta. Il suo maestro, Berwald, scrisse per lei l'opera Drottningen av Golconda ('La regina di Golconda'), che però non fu eseguita fino a molti anni dopo la morte della cantante.
Christina Nilsson si sposò nell'Abbazia di Westminster con il banchiere francese Auguste Rouzaud, che la lasciò vedova nel 1882. Nel 1887 sposò Angel Ramon Maria Vallejo y Miranda, conte di Casa Miranda, che a sua volta morì nel 1902. Nella corrispondenza, la Nilsson si firmava spesso con il nome di Christine, e durante gli ultimi anni della sua vita fu nota come contessa de Casa Miranda.
Morì a Vaxjo, Svezia nel 1921. Purtroppo, a differenza dalla Patti, la sua voce non fu mai registrata.

## Nella cultura

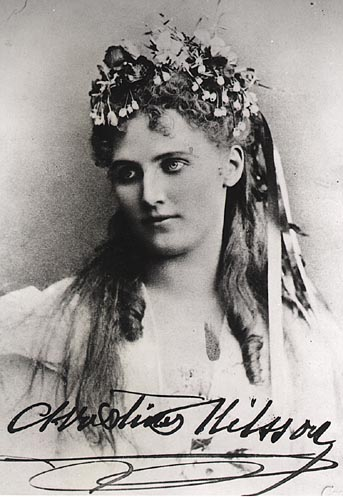
Foto autografata

Esistono diverse similitudini fra la Nilsson ed il personaggio di Christine Daaé nel romanzo di Gaston Leroux, Phantom of the Opera, e molti credono che Leroux abbia basato il suo personaggio sulla vita reale della cantante, anche se non vi sono fonti che lo confermino.
L'artista olandese Anton Pieck (1895-1987) dipinse un quadro in cui un uomo-sandwich pubblicizzava la rappresentazione, al teatro dell'opera, della Lucia di Lammermoor cantata da Christina Nilsson. In un angolo, ove è visibile l'insegna dell'Old Queen's Head Inn, è rappresentato un venditore ambulate. Al centro della scena, presumibilmente ambientata in Inghilterra (Londra?), intorno al 1890, è rappresentato un uomo che pedala un penny.
Il romanzo di Edith Wharton, The Age of Innocence (1920) si apre con la descrizione della rappresentazione del Faust di Gounod all'Academy of Music di New York, nei primi anni 1870, con la Nilsson impegnata nel ruolo di Marguerite. È possibile che, in realtà, Wharton fosse rimasta impressionata dalla rappresentazione al Metropolitan Opera nel 1880 (nel 1870 era ancora una bambina). La Nilsson è comunque menzionata anche in altre pagine del romanzo.
Un'altra citazione della cantante si trova nel romanzo di Lev Tolstoj, Anna Karenina.

## Repertorio operistico
| Ruolo                          | Titolo                   | Autore     |
| ------------------------------ | ------------------------ | ---------- |
| Elena Margherita               | Mefistofele              | Boito      |
| Glauce                         | Medea                    | Cherubini  |
| Lucia Ashton                   | Lucia di Lammermoor      | Donizetti  |
| Marie                          | La figlia del reggimento | Donizetti  |
| Lady Harriet Dunham            | Martha                   | Flotow     |
| Margherita                     | Faust                    | Gounod     |
| Alice                          | Roberto il diavolo       | Meyerbeer  |
| Margherita di Valois Valentina | Gli ugonotti             | Meyerbeer  |
| Inès                           | L'Africana               | Meyerbeer  |
| Cherubino Contessa             | Le nozze di Figaro       | Mozart     |
| Donna Elvira Zerlina           | Don Giovanni             | Mozart     |
| Regina della Notte             | Il flauto magico         | Mozart     |
| La Gioconda                    | La Gioconda              | Ponchielli |
| Desdemona                      | Otello                   | Rossini    |
| Matilde                        | Guglielmo Tell           | Rossini    |
| Mignon                         | Mignon                   | Thomas     |
| Ofelia                         | Amleto                   | Thomas     |
| Leonora                        | Il trovatore             | Verdi      |
| Violetta Valéry                | La traviata              | Verdi      |
| Elsa di Brabante               | Lohengrin                | Wagner     |